# Église Notre-Dame de Bretagnolles
L'église Notre-Dame est une église catholique située à Bretagnolles en France.

## Localisation
L'église est située dans le département français de l'Eure dans la commune de Bretagnolles, rue de l'église.

## Historique
Les parties les plus anciennes de l'édifice actuel sont datées du XIIe siècle. L'église est modifiée dès le XIIIe siècle.
La façade occidentale, le chœur et la façade sud de la nef sont datés du XVe siècle. La tour est munie d'un toit quadrangulaire au XVIIe siècle. Le même siècle voit des ouvertures agrandies et l'ajout d'un porche. Une sacristie est ajoutée au XVIIIe siècle.
Un escalier monumental du XVe siècle menant au clocher a été vendu au début du XXe siècle pour financer des travaux de restauration.
L'édifice est inscrit au titre des monuments historiques depuis le 24 novembre 1961.
Des travaux de restauration ont eu lieu dans l'édifice au début des années 2000.

## Architecture et mobilier

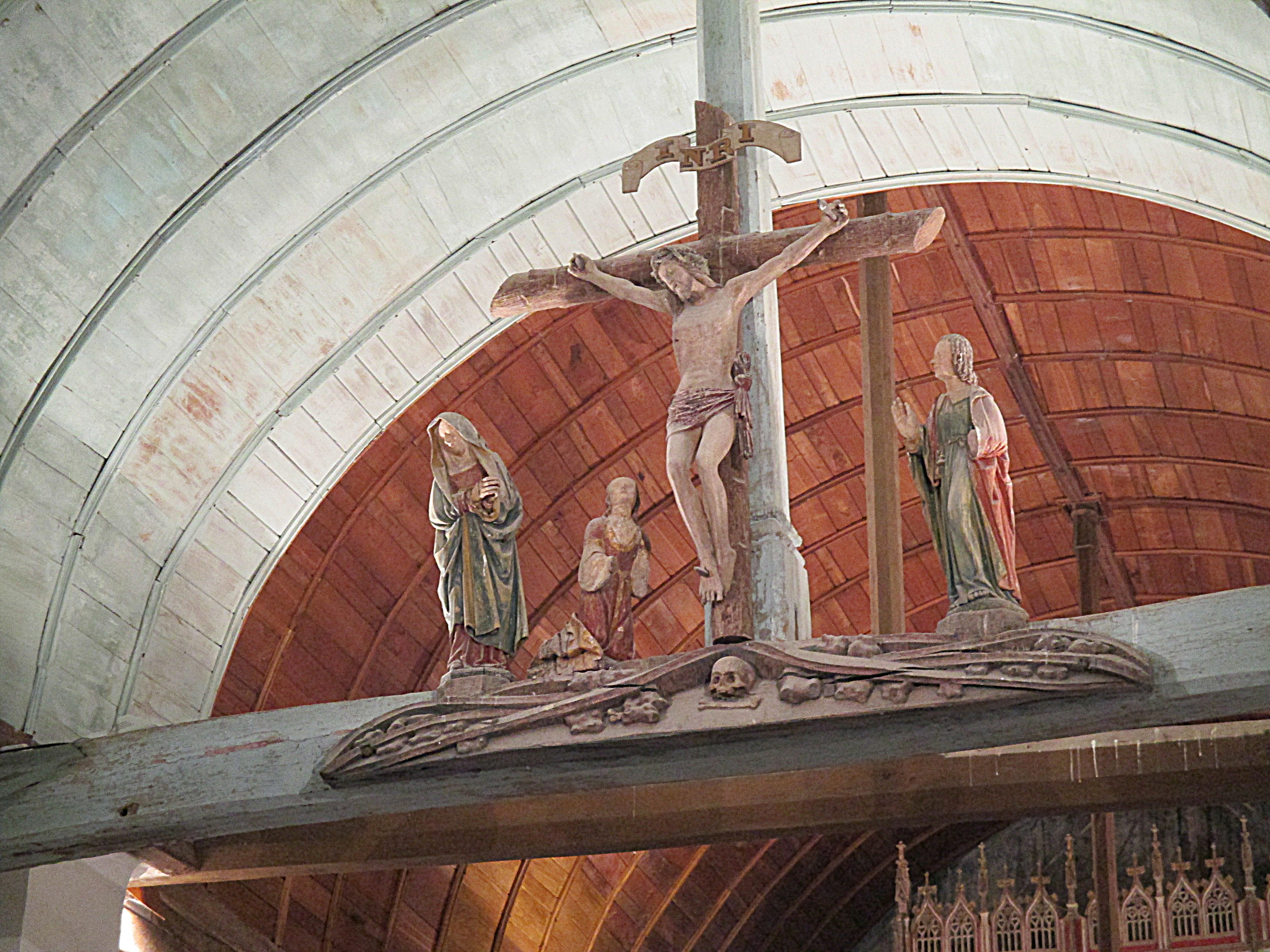
Poutre de gloire de l'édifice.

L'édifice conserve du mobilier remarquable, entre autres : des fonts baptismaux du XVe siècle sont surmontés d'un baldaquin du XVIe siècle, le maître-autel est doté d'un baldaquin du XVe siècle, un maître-autel du XVIIIe siècle provenant peut-être de l'abbaye de Maubuisson.
L'édifice conserve également des vestiges de peintures murales.